# Georg Gottlob von Gutbrod

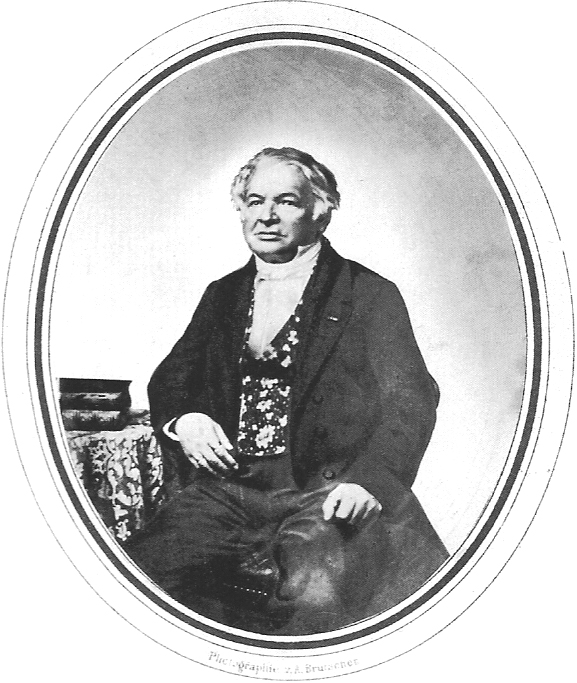
Georg Gottlob Gutbrod (Salzpapier-Abzug von August Brutscher, 1858)

Georg Gottlob Gutbrod, ab 1858 von Gutbrod, (* 19. Februar 1791 in Stuttgart; † 22. Oktober 1861 in Stuttgart) war von 1833 bis zu seinem Tod Stadtschultheiß  von Stuttgart. Er trug den Ehrentitel Oberbürgermeister. 

## Metzgersohn
Georg Gutbrod wurde am 19. Februar 1791 als jüngstes von zehn Kindern des Stuttgarter Metzgermeisters Lorenz Gutbrod geboren. Als 17-Jähriger trat er in der Verwaltung seiner Heimatstadt ein und arbeitete sich dort langsam hoch. So war er unter anderem Ratsschreiber. Nach dem Rücktritt des ersten Stuttgarter Stadtschultheißen Willibald Feuerlein wurde Gutbrod im März 1833 von Wilhelm I. (Württemberg) in dieses Amt berufen.

## Stadtschultheiß von Stuttgart

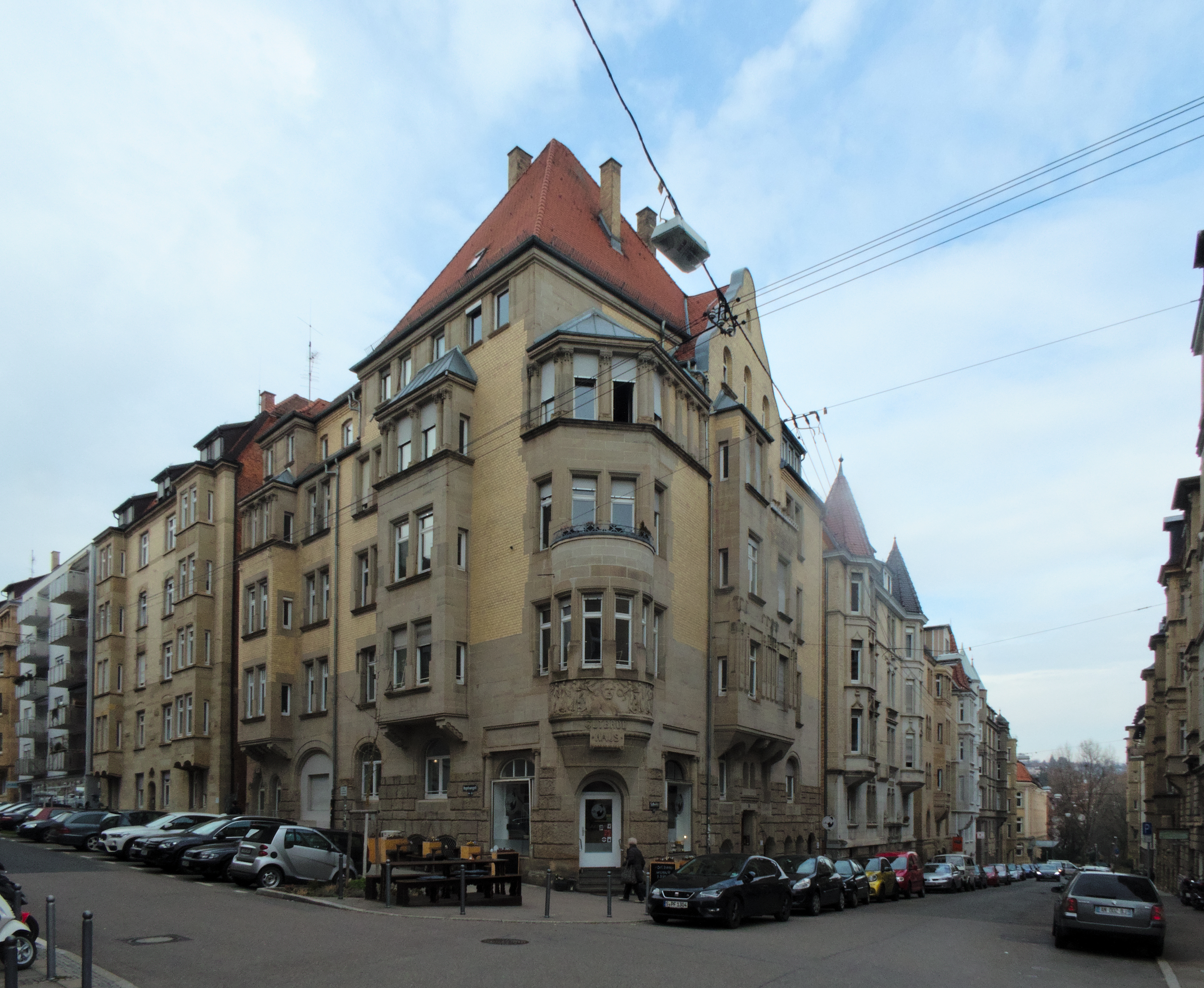
Gutbrodhaus

In seiner mehr als 28-jährigen Amtszeit engagierte sich Gutbrod vor allem für den Ausbau der Infrastruktur der allmählich wachsenden Residenzstadt. So wurden während seiner Amtszeit die Gasbeleuchtung eingeführt und Stuttgart an das Eisenbahnnetz angeschlossen. 1836 wurde die Ortschaft Berg in die Stadt Stuttgart eingemeindet. Die Stadt wuchs während Gutbrods Amtszeit zwischen 1833 und 1861 von rund 35.000 auf rund 56.000 Einwohner.
Neben seinem Amt als Stadtschultheiß war Gutbrod zwischen 1839 und 1843 Abgeordneter für Stuttgart im württembergischen Landtag. 1841 erhielt er vom württembergischen König Wilhelm I. das Ritterkreuz des Ordens der württembergischen Krone, womit die Erhebung in den persönlichen Adelsstand verbunden war.
Gutbrod wurde auf dem Hoppenlaufriedhof in Abteilung 1a bestattet (schwer lesbare Liegeplatte, in der Ecke links vom Friedhofseingang an der Breitscheidstraße). Nach Gutbrod wurde 1888 die Gutbrodstraße in Stuttgart-West benannt. Das Haus Gutbrodstraße 1 wurde 1903/1904 von Jakob Mayer und Kärcher & Barth erbaut. Das „Gutbrodhaus“ trägt am Eckerker die Inschrift „Gutbrod Haus“ und ein Relief mit Gutbrods Porträt, flankiert von je vier Ehrenjungfrauen.